# Aviation (coquetel)
O aviation é um coquetel clássico preparado com gim, com os licores marasquino e crème de violette, e suco de limão. É servido na forma "straight up", ou seja, agitado com gelo, drenado e servido sem gelo num copo de coquetel. Para guarnecer, geralmente se utiliza cereja.
Algumas receitas omitem o crème de violette, uma vez que é muito difícil encontrá-lo até mesmo na França.

## História
O aviation foi criado por Hugo Ensslin, que trabalhou como barman chefe no hotel Wallick em Nova York, no início do século XX. A primeira receita publicada para a bebida apareceu em Recipes for Mixed Drinks de Ensslin, em 1916. A receita de Ensslin pede 1½ oz. de gin El Bart, ¾ oz. de suco de limão, 2 dashes de licor maraschino, 2 dashes de crème de violette, um licor de violeta que dá ao coquetel um tom de violeta claro. A receita sem o licor de cereja modifica o coquetel para o Blue Moon, que tem uma cor cinza.
O influente livro Savoy Cocktail Book (1930) excluiu da lista o crème de violette, pedindo uma mistura de dois terços de gin seco, um terço de suco de limão e dois dashes de maraschino. Posteriormente, muitos outros barmans seguiram o exemplo de Craddock, deixando de lado o licor violeta difícil de encontrar. A receita oficial, segundo a International Bartenders Association, não inclui o crème de violette e consiste de 45 ml de gin, 15 ml de maraschino e 15 ml de suco de limão fresco.
Atualmente o Crème de violette faz parte da receita oficial encontrada no site da IBA - International Bartenders Association.https://iba-world.com/iba-official-cocktails/aviation/
Existem alternativas para dar ao coquetel cor e sabor adicional. O licor Crème Yvette, por exemplo, de cor violeta e feito com condimentos adicionais, é algumas vezes utilizado em substituição ao crème de violette.

## Coquetéis relacionados
- O aviation pode ser considerado uma variação de Gin sour, usando maraschino como edulcorante.[5]
- O coquetel Blue Moon é feito com gim, suco de limão e crème de violette ou Crème Yvette, mas sem maraschino.[9]
- O coquetel Moonlight é feito com gim, suco de limão, Cointreau e crème de violette.[10]